# Rescate en la cueva de Alpazat
El rescate de la cueva de Alpazat fue un suceso ocurrido en marzo de 2004 en la que seis soldados británicos quedaron atrapados en las cavernas de Alpazat en Cuetzalan, una localidad ubicada en el estado de Puebla, en México. Los soldados fueron rescatados por buzos británicos tras pasar ocho días dentro de la cueva.
Este incidente generó tensiones diplomáticas entre Gran Bretaña y México, debido a la negativa por parte de los soldados sobre recibir ayuda local y también a rumores de que buscaban yacimientos de uranio.

## Trasfondo
Los miembros de la expedición incluían personal militar de la Marina Real, el Ejército Británico y la Real Fuerza Aérea que eran miembros de la Asociación de Espeleología de Servicios Combinados. En total, 12 hombres formaron parte de la expedición. El viaje de espeleología se declaró como una «expedición militar oficial para apoyar el entrenamiento aventurero». Mientras seis de los hombres estaban en las cavernas de Alpazat en una expedición que se esperaba que durara 36 horas, una inundación relámpago bloqueó su salida, lo que los obligó a refugiarse en un campamento de emergencia prefabricado en una parte más seca de la cueva.
Los hombres atrapados fueron nombrados más tarde como Chris Mitchell, Jonathan Sims, Charles Milton, Simon Cornhill, John Roe y Toby Hamnett; acamparon en una cornisa de 15 pies (4,6 m) sobre un río subterráneo. Estaban relativamente bien abastecidos y pudieron preparar comidas como pasta con queso y pastel de chocolate instantáneo en una estufa portátil. Racionaron sus provisiones de comida, pues desconocían cuánto tardaría el rescate. También llevaban linternas de agua y sacos de dormir. Los soldados atrapados pudieron comunicarse con el resto de su equipo mediante una radio Molefone.
Sims relató la ansiedad que sintió durante su primera noche bajo tierra al oír los «estruendos y estruendos» mientras la inundación repentina llenaba de agua partes de la cueva. Los soldados se desnudaron para soportar el calor de la cueva. También crearon una baraja de cartas con un trozo de papel cortado en 52 pedazos para pasar el rato. Se describieron como «de muy buena moral, pero increíblemente aburridos» después de cinco días atrapados en la cueva, durante los cuales leyeron las dos novelas en el campamento.
La mitad del equipo que no quedó atrapado esperó cinco noches antes de alertar a las autoridades mexicanas.

## Rescate
Los seis soldados atrapados fueron rescatados tras pasar ocho días atrapados en la cueva. Los buzos Richard Stanton y Jason Mallinson, de la Organización de Rescate de Cuevas, los ayudaron uno a uno a salir de la cueva. Sims relató: «Recuerdo la inmensa alegría que sentí cuando [Stanton] emergió y vi su rostro. Fue un gran alivio». El rescate consistió en atravesar el pasadizo inundado de 300 m (980 pies) para salir de la cueva. Stanton comentó posteriormente: «Tuvimos que enseñar a algunos a bucear a través de un pasadizo considerable para sacarlos».

## Consecuencias
El incidente generó un sentimiento antibritánico en México debido a la falta de notificación sobre la presencia de militares británicos en el país. Esto se agravó a, como se mencionó antes, a que los soldados se negaran a recibir ayuda de las autoridades mexicanas y al rumor de que el motivo de la excavación era la busqueda de uranio.
El entonces presidente mexicano Vicente Fox envió una carta de protesta a Londres sobre el asunto, declarando: «Solicitamos al gobierno británico que nos diga si estas personas son militares y, de ser así, qué hacen allí». Los soldados ingresaron a México con visas de turista, y a los funcionarios del gobierno les preocupaba que estuvieran trabajando para el gobierno del Reino Unido en lugar de viajar por placer. En respuesta a los rumores de que los soldados buscaban mineral de uranio, Felipe Calderón, quien fungia como secretario de Energía, se comprometió a enviar científicos del instituto de investigación nuclear a las cuevas después de que los soldados fueran evacuados. Los medios de comunicación mexicanos también dieron una cobertura desfavorable del suceso. Ante la noticia de que la policía poblana mantenía a los medios alejados de las labores de rescate a instancias de las autoridades británicas, el presentador de noticias Leonardo Kourchenko preguntó: «¿Está la policía estatal de Puebla subordinada a los británicos?».